# Sima Aškinezere
Sima Aškinezere (* 15. März 2006 in Riga) ist eine lettische Leichtathletin, die sich auf den Stabhochsprung spezialisiert hat.

## Sportliche Laufbahn
Erste internationale Erfahrungen sammelte Sima Aškinezere im Jahr 2022, als sie bei den U18-Europameisterschaften in Jerusalem mit übersprungenen 3,60 m in der Qualifikationsrunde ausschied. Anschließend gelangte sie beim Europäischen Olympischen Jugendfestival (EYOF) in Banská Bystrica mit 3,50 m auf Rang elf. Im Jahr darauf belegte sie dann beim EYOF in Maribor mit 3,80 m den achten Platz. 2024 verpasste sie bei den U20-Weltmeisterschaften in Lima mit 3,80 m den Finaleinzug. 
2024 wurde Aškinezere lettische Meisterin im Stabhochsprung im Freien sowie 2022 in der Halle.